# ألبرت بارنز
ألبرت بارنز (بالإنجليزية: Albert Barnes) (2 يوليو 1913 – 1990) هو ملاكم من المملكة المتحدة راحل، مثّل بلاده في الألعاب الأولمبية الصيفية 1936.

## روابط خارجية
ألبرت بارنز على موقع أوليمبيديا (الإنجليزية)